# ラパ・ヌイ語
ラパ・ヌイ語（ラパ・ヌイご、単にラパ・ヌイとも）は、イースター島の住民であるラパ・ヌイが話す東ポリネシアの言語である。

## 古代ラパ・ヌイ語
ヨーロッパ人によって島の運命が大きく変えられる以前の、今や絶滅した古代ラパ・ヌイ語についてわかっていることはほとんどない。1770年に島を訪れたスペイン人の覚え書きによると、94の記録されている単語と表現の多くはポリネシア語だったが、いくつかは認識できない言語だったようである。そのスペイン人はいかなる既知の言語とも関係がないように思える1から10までの数詞も記録した (現代のラパ・ヌイの単語を括弧書きで示す):
1. cojàna (katahi)
2. corena (karua)
3. cogojù (katoru)
4. quirote (kaha)
5. majanà (karima)
6. teùto (kaono)
7. tejèa (kahitu)
8. moroqui (kavau)
9. vijoviri (kaiva)
10. queromata-paùpaca quacaxixiva (kaangaahuru)

この一覧は誤解を招くものであり、これらの単語は数字とは全く関係ないとする研究もある。スペイン人は西欧の数字を島民に示し、島民はその真の意味を理解しなかったが何らかの他の抽象概念になぞらえたと推測される。たとえば、数字の8に対する"moroqui"は、実際には釣り餌に使われる小さな魚"moroki"であったと思われる。なぜならば"8"は魚の単純な描画に見えるからである。この筆記との初期接触がロンゴロンゴ文字の発明につながった可能性がある。
4年後にイギリス人がタヒチ語の通訳を連れて島を訪れた。この通訳はいくつかのポリネシア語の単語を理解した (17個まで書き下された) が、島民と一般的な会話はできなかった。しかしながら、このイギリス人も数詞を記録しており、今回それらはポリネシア語だった。ノルウェーの探検家トール・ヘイエルダールは2つの異なる言語が島で話され、ゆっくりと融合していると推測した。
古代ラパ・ヌイ語は19世紀後半にペルーで黒人奴隷が解放され、労働力不足に悩むペルー政府の要請を受けたアイルランド人のジョゼフ・バーンによって、太平洋諸島で新たに奴隷狩りが行われた結果、ほとんど破壊された。ペルー人の鉱山や農園で奴隷として働かされていた人々の大多数は1860年代に病気と悪い待遇で死んだ。残りの島民は1870年代から1880年代に、使用人や労働者として働くためフランス人に強制連行された。タヒチのマンガレヴァ島に残された何百人ものイースター島民は、局地的な形態のタヒチ語ピジンを採用した。マンガレヴァ島移民の生き残りがほとんど見捨てられた故郷の島に帰ってきたとき、このタヒチ語ピジンが現代ラパ・ヌイ語の基となった。
1935年-1969年の間イースター島で暮らしたドイツ人の宣教師Sebastian Englertは1948年、彼のLa Tierra de Hotu Matu’aの中で部分的なラパ・ヌイ語-スペイン語辞典を出版し、古い言語から残されたものを保存しようと試みた。多くの誤植にもかかわらず、この辞書は貴重である。なぜならば本物のコーパス、一部は口伝、一部は実際の会話からひかれたと思われる豊富な例を提供しているからである。

ロンゴロンゴと呼ばれる独自の (今まで解読されていない) イースター島文字は、古代ラパ・ヌイ語で書かれていると推測されている。

## 現代ラパ・ヌイ語
現代ラパ・ヌイ語は、分類中でそれ自身の下位グループを形成している。これはラパ・ヌイが一方で中東ポリネシア語（マルキーズの言語、ラパ語およびタヒチの言語）、他方では東ポリネシア語全体を構成していることを意味する。
東ポリネシア語の中では、形態論的にマルキーズ語に最も近いが、他のポリネシアの言語から失われた子音を比較的残しているという点だけを比べるなら、音韻論的にはニュージーランド・マオリとの共通部分がより多い。
ポリネシアのすべての言語と同様、ラパ・ヌイ語は比較的子音が少ない。東ポリネシア語独自の特徴として、ラパ・ヌイ語はポリネシア祖語が当初持っていた声門破裂音を保存していた。ラパ・ヌイ語はVSO型言語である。
ラパ・ヌイの言語について書かれた最近の著書のうちもっとも重要なものはVerónica du FeuのRapanui (Descriptive Grammar) (ISBN 0-415-00011-4)である。